# Mizuho Fukushima

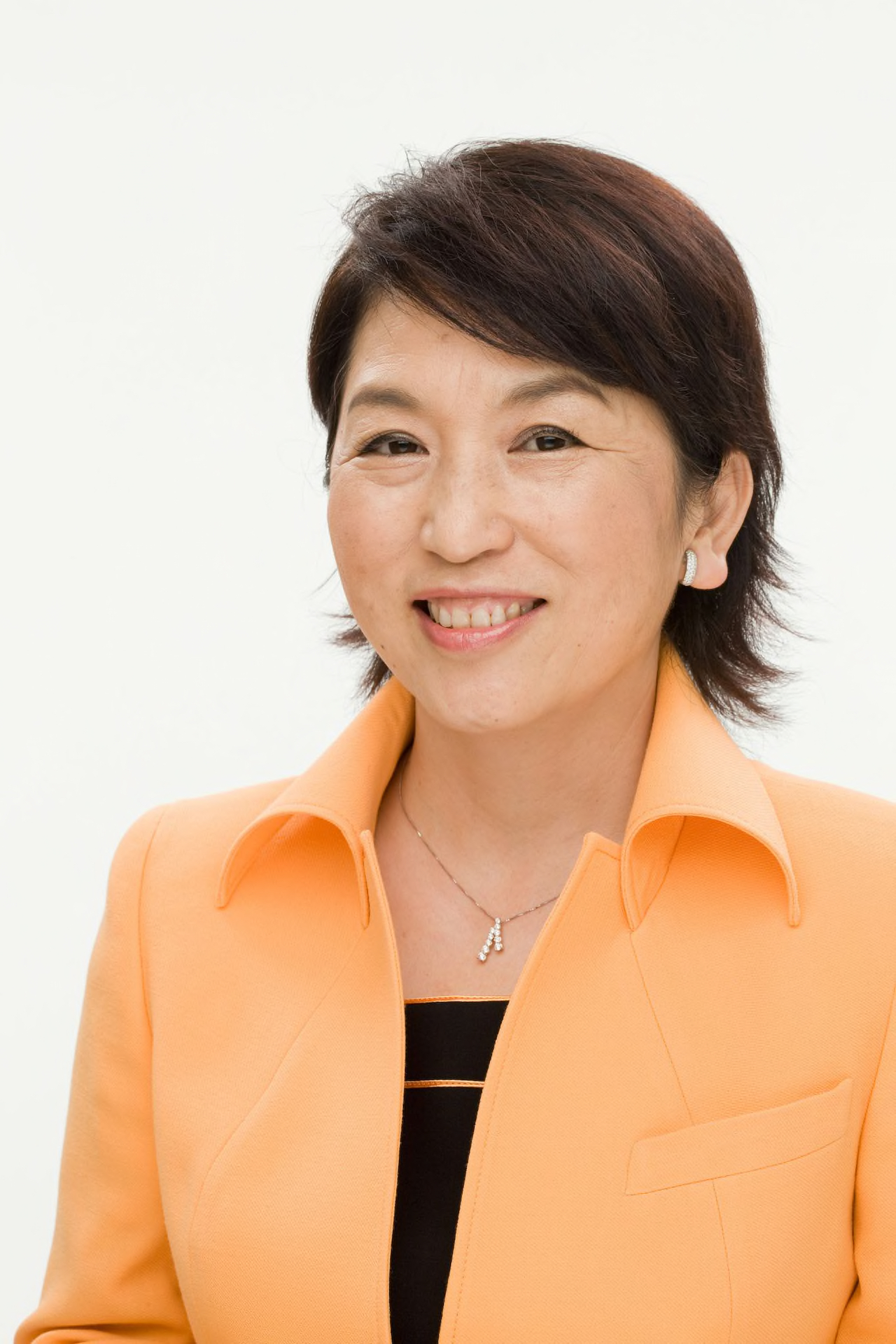
Mizuho Fukushima (2010)

Mizuho Fukushima (jap. 福島 瑞穂, Fukushima Mizuho; * 24. Dezember 1955 in der Präfektur Miyazaki) ist eine japanische Politikerin und  Abgeordnete im Oberhaus für die Sozialdemokratische Partei (SDP). Von 2003 bis 2013 war sie Parteivorsitzende und übt dieses Amt seit 2020 erneut aus. Von September 2009 bis Mai 2010 war sie Ministerin im Kabinett Hatoyama.

## Leben
Fukushima schloss 1980 ihr Studium an der rechtswissenschaftlichen Fakultät der Universität Tokio ab. 1987 wurde sie in Tokio als Anwältin registriert. Unter anderem durch Auftritte im Fernsehen wurde sie als Fürsprecherin von Feminismus und Menschenrechten bekannt.
1998 wurde sie als Spitzenkandidatin der SDP auf der Verhältniswahlliste ins Oberhaus gewählt. Bei der Wahl von 2004 erhielt sie über eine halbe Million der neu eingeführten Personenstimmen und damit mit Abstand die meisten unter den SDP-Verhältniswahlkandidaten: Sie war sicher für weitere sechs Jahre wiedergewählt. 2010 führte sie mit 381.554 Stimmen die SDP-Liste erneut klar an und wurde für eine dritte Amtszeit wiedergewählt.
2001 wurde Fukushima unter der Vorsitzenden Takako Doi SDP-Generalsekretärin. Nach dem Rücktritt Dois 2003 wurde sie von den SDP-Abgeordneten zur Parteivorsitzenden gewählt. Sie wurde zuletzt 2007 ohne Gegenkandidaten für eine dritte zweijährige Amtszeit wiedergewählt.
Fukushima hat über zwanzig Bücher veröffentlicht, die meisten davon über Familie und Ehe sowie häusliche Gewalt und sexuelle Belästigung, in den letzten Jahren auch mehrere Bücher zur Verfassung. Sie lehrt außerdem als Gastprofessorin an der Gakushūin-Frauenuniversität.

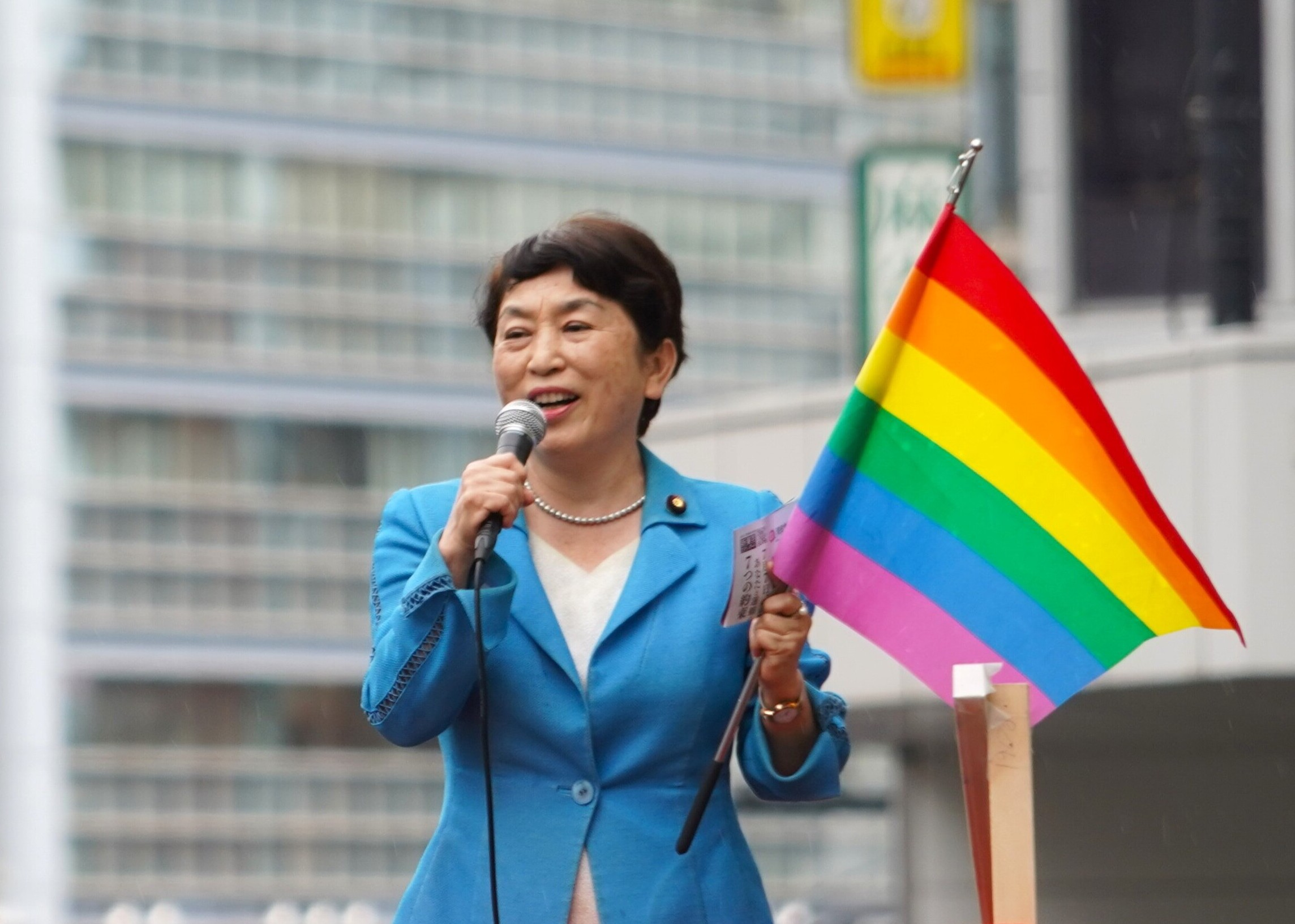
Mizuho Fukushima on 30 June 2024

Nach der Shūgiin-Wahl 2009 führte Fukushima die Koalitionsverhandlungen mit der Demokratischen Partei und der Neuen Volkspartei und wurde anschließend als Ministerin für Verbraucherschutz und Nahrungsmittelsicherheit sowie für Fragen des Geburtenrückgangs und der Gleichberechtigung Mitglied des Kabinetts von Premierminister Yukio Hatoyama. Wegen der Opposition der Sozialdemokraten zur Verlegung der Marine Corps Air Station Futenma innerhalb Okinawas wurde sie am 28. Mai 2010 entlassen.
Nach dem schwachen Abschneiden der SDP bei den Parlamentswahlen 2012 und 2013 trat Fukushima im Juli 2013 als Parteivorsitzende zurück. Im Februar 2020 kehrte sie zurück, nachdem der Parteivorsitzende Seiji Mataichi erklärt hatte, aus Altersgründen nicht für eine Wiederwahl zur Verfügung zu stehen.